# Бульбашковий чай
Бульбашко́вий чай, бабл-ті (англ. Bubble tea або pearl tea — «чай з бульбашками», «чай з перлинами») — напій на основі чорного або зеленого чаю, в який додають фруктові сиропи, молоко, екстракти екзотичних рослин і різні топінги, зазвичай додаючи кульки з тапіоки.

## Історія
Бульбашковий чай винайшли на о. Тайвань у середині 1980-х років. Спочатку це був просто збитий коктейль з чаю та фруктового сиропу. Пізніше в нього стали додавати кульки з тапіоки. Популярним він став тільки завдяки тому, що потрапив в японські телевізійні новини. У 1990-тих роках напій дістався до Каліфорнії, а потім підкорив всю Америку. З 2010 року напій продається в Європі, де він входить, наприклад, в асортимент напоїв McDonald's. Бульбашковий чай поширений на Тайвані і в Китаї, в США, Австралії, завоював велику популярність в Європі, особливо у Великій Британії та Німеччині.

## Назва
Інгредієнти змішують і збивають до появи піни з бульбашками. Звідси і пішла назва «bubble» (укр. бульбашка). Згодом з додаванням інгредієнта у формі маленьких кульок, що дуже схожі на чорні бульбашки, початкове сприйняття назви змінилося. Тепер слово "бульбашка" частіше стосується саме незвичайних кольорових кульок, а не лише бульбашкової піни.

## Смаки та приготування
Напій можна приготувати в різних варіаціях. На Тайвані в нього часто додають згущене молоко та мед. Бульбашковий чай подають холодним або гарячим. Особливістю напою є додані до нього кульки з тапіоки, які випивають разом з коктейлем через широку соломинку. Різноманітність натуральних сиропів і топінгів дозволяє запропонувати споживачу широкий вибір улюблених смаків: від звичного яблука до вишуканого шампанського.
Для приготування напою молоко або кава збиваються до появи піни, куди бармен додає вибраний сироп. Унікальність бульбашкового чаю полягає в використані кульок  з тапіоки, іноді їх називають "перлинами". Ці кульки складається з чистого крохмалю (тапіоки), незначних мікроелементів та інших компонентів, що містяться в коренях маніоки, з коренів якої він видобувається. Через свою природу цей продукт позбавлений значної кількості білків, ліпідів, мінералів та вітамінів, тому харчова цінність тапіоки обмежується його енергетичною цінністю. Крім тапіоки при виробництві цих "перлинок" використовують цукор, для надання чорного/коричневого забарвлення можна використовувати коричневий цукор та какао порошок.
Замість оригінальних перлин з тапіоки також використовуються перлини з соком в натуральній оболонці «popping boba» або желейні наповнювачі. Бульбашковий чай вважають відмінною альтернативою звичайному чаю або каві. 

## Бульбашковий чай в Україні
В Україні цей напій з'явився 2009 року в Дніпрі, де пропонувався класичний бульбашковий чай з кульками тапіоки. На початку 2012 року відкрився перший кафе-бар у Донецьку з повним асортиментом перлин з соком та різноманіттям фруктових сиропів. У 2013 році була відзначена тенденція до розширення мережі кафе-барів, що спеціалізуються на виготовленні та продажі напоїв бульбашкового чаю, по всій Україні.